# Erwin Bauer
Erwin Bauer, nemški dirkač Formule 1, * 17. julij 1912, Stuttgart, Nemčija, † 3. julij 1958, Köln, Nemčija.

## Življenjepis
V svoji karieri je nastopil le na domači dirki za Veliko nagrado Nemčije v sezoni 1953, kjer je z dirkalnikom Veritas RS lastnega privatnega moštva odstopil v prvem krogu. Leta 1958 se je smrtno ponesrečil na manjši dirki na Nürburgringu.

## Popolni rezultati Formule 1
(legenda) (odebeljene dirke pomenijo najboljši štartni položaj, poševne pa najhitrejši krog, †-uvrščen kljub odstopu)
| Leto | Moštvo      | Šasija     | Motor              | 1   | 2   | 3   | 4   | 5   | 6  | 7       | 8   | 9   | Prv | Toč |
| ---- | ----------- | ---------- | ------------------ | --- | --- | --- | --- | --- | -- | ------- | --- | --- | --- | --- |
| 1953 | Erwin Bauer | Veritas RS | Veritas Straight-6 | ARG | 500 | NIZ | BEL | FRA | VB | NEM Ret | ŠVI | ITA | -   | 0   |